# T-Busz Tatabányai Közlekedési Kft.
A T-Busz Tatabányai Közlekedési Kft. Tatabánya tömegközlekedését működtető cég, mely a T-SZOL Zrt.-n keresztül közvetve Tatabánya Megyei Jogú Város Önkormányzatának tulajdonában áll. A céget 2015 decemberében alapították abból az okból, hogy 2018-tól a helyi önkormányzat a város helyi közlekedését nem az állami Középnyugat-magyarországi Közlekedési Központtal (korábban Vértes Volán), hanem saját tulajdonú társasággal kívánta megvalósítani.

## Története
Magyarország legtöbb városában a Volán Vállalatok, majd 2015-től a Közlekedési Központok üzemeltették a helyi közlekedést. Tatabányán az 1950-es évektől a Vértes Volán végezte menetrend szerinti személyszállítást akkor még 18. számú AKÖV néven, majd a Középnyugat-magyarországi Közlekedési Központ. A városi közgyűlés 2015. december 17-i ülésén döntött, hogy átveszi a helyi autóbuszos közlekedést, amivel a színvonal emelkedését és a költségek csökkenését várták. A feladat ellátására az önkormányzat városüzemeltetési cége, a T-Szol Tatabányai Szolgáltató Zrt. december 22-én megalapította a T-Busz Tatabányai Közlekedési Kft.-t. Az új járműparkot a Modern Városok Programon belül kapott 5,6 milliárd forintból szerezték be, amely 4 darab elektromos midibuszból, 23 darab szólóbuszból és 14 darab csuklós buszból áll. A T-Busz Kft. 2018. január 1-jén kezdte meg az autóbuszos személyszállítást.

## Járműpark
| Kép | Gyártó          | Típus                 | Gyártási év            | Darab | Rendszám |
| --- | --------------- | --------------------- | ---------------------- | ----- | -------- |
|     | BYD             | BYD K7                | 2020 (5 évesek)        | 2     | SDZ      |
|     | Kravtex         | Credo Econell 12 City | 2016 (9 évesek)        | 20    | PLM      |
|     | Kravtex         | Credo Econell 13 City | 2018–2019 (6–7 évesek) | 5     | PUP, RPA |
|     | MAN Truck & Bus | MAN Lion’s City GL    | 2018 (7 évesek)        | 15    | POC      |

## Külső hivatkozások
- A T-Busz Kft. honlapja. (Hozzáférés: 2017. december 6.)
- T-Busz Tatabányai Közlekedési Kft. a Facebookon